# Weingut Lämmlin-Schindler
Das Weingut Lämmlin-Schindler liegt im Schliengener Ortsteil Mauchen, im zum Weinbaugebiet Baden gehörenden Markgräflerland. Auf den 13 Hektar des Weinguts wird hauptsächlich Spätburgunder angebaut. Das Weingut ist Mitglied bei Slow Food und seit 2006 im Verband Deutscher Prädikatsweingüter (VDP).

## Geschichte
Die Winzerfamilie Lämmlin betreibt bereits seit dem 12. Jahrhundert Weinbau, seit dem Ende des Dreißigjährigen Krieges in Mauchen. Es wird vermutet, dass der Ort Mauchen aufgrund seiner für den Weinbau idealen Lage, am südwestlichen Fuß des Schwarzwaldes in einem geschützten Talkessel, gewählt wurde.
Seit dem Jahr 1995 wird das Weingut von Gerd Schindler geleitet, der es von seinen Eltern übernahm.
Er bewirtschaftet das Weingut nach ökologisch-biologischen Gesichtspunkten und verzichtet auf den Einsatz von synthetischen Pflanzenschutzmittel und Kunstdünger sowie auf die extensive Verwendung von Kupfer. Durch die mineralstoffreichen Böden aus Löss-Lehm und den hohen Steinanteil durch Jurakalk erhalten die Weine ihre Fruchtigkeit und Eleganz. Das Weingut bezieht weitere Trauben von Vertragswinzern (5 Hektar Anbaufläche), auch hier ist der Verzicht auf Herbizide obligatorisch. Der Ausbau dieser Weine erfolgt separat. Die eigenen Weine werden in Edelstahltanks, großen Holzfässern und Barriques ausgebaut. Die Rotweine werden spontan vergoren.
Im Weingut werden auch Winzersekte, edelsüße Aperitifs und Edelbrände erzeugt.

## Lagen
Die zum Weingut gehörenden Lagen sind „Mauchener Frauenberg“ sowie „Mauchener Sonnenstück“.

## Rebsorten
- Spätburgunder 35 %
- Gutedel 25 %
- Weißburgunder 10 %
- Chardonnay 10 %
- Grauburgunder, Müller-Thurgau, Gewürztraminer, Riesling, Sauvignon Blanc, Merlot, Cabernet Dorio, Cabernet Cubin

## Auszeichnungen (Auswahl)
- Empfohlen von Gerhard Eichelmann 2010: Deutschlands Weine
- BIOFACH 2006 „Internationaler Weinpreis“
  - „Silber“ in der Kategorie Weißwein deutsch mit 2004er Chardonnay Kabinett trocken
  - „Silber“ in der Kategorie Rotwein deutsch mit 2003er Spätburgunder Spätlese trocken
- Gault-Millau Weinguide (zuletzt 2004; 3 Trauben)